# Army Corps of Engineers Road System
L'Army Corps of Engineers Road System – ou ACERS – est un district historique américain dans le comté de Klamath, dans l'Oregon. Constitué d'un ancien réseau routier construit par le Corps du génie de l'armée des États-Unis dans le parc national de Crater Lake à compter de 1913, il est inscrit au Registre national des lieux historiques depuis le 12 août 2019.